# Erythrina cubensis
Erythrina cubensis är en ärtväxtart som beskrevs av Charles Wright. Erythrina cubensis ingår i släktet Erythrina och familjen ärtväxter. Inga underarter finns listade i Catalogue of Life.